# خاوی میر
خاوی میر (انگلیسی: Javi Mier؛ زادهٔ ۴ فوریهٔ ۱۹۹۹) بازیکن فوتبال اهل اسپانیا است.
از باشگاه‌هایی که در آن بازی کرده‌است می‌توان به باشگاه فوتبال رئال اویدو اشاره کرد.
وی همچنین در تیم ملی فوتبال زیر ۱۶ سال اسپانیا بازی کرده‌است.